# Enneapterygius ornatus
Enneapterygius ornatus är en fiskart som beskrevs av Fricke, 1997. Enneapterygius ornatus ingår i släktet Enneapterygius och familjen Tripterygiidae. Inga underarter finns listade i Catalogue of Life.